# Anton Josef Gruscha
Anton Josef Gruscha (Viena, 3 de novembro de 1820 - Kirchberg am Wechsel, 15 de agosto de 1911) foi um religioso austríaco, cardeal-arcebispo de Viena.

## Biografia
Filho de um artesão, Gruscha ingressou na Universidade de Viena após ter sido aprovado com louvor no abitur. Durante o curso de Teologia, recebeu as ordens menores de subdiácono e diácono. Ordenado presbítero em 24 de maio de 1843, doutorou-se em Teologia em 1849.
Exercendo suas atividades pastorais na arquidiocese de Viena, atuou por muitos anos em Pillichsdorf e na paróquia de Sankt Leopold. Foi professor de religião na Academia Teresiana, pregador na catedral metropolitana, professor de teologia pastoral na Universidade de Viena, capelão do exército austríaco e capelão de Sua Santidade.
Gruscha foi nomeado bispo do ordinariato militar da Áustria em 19 de janeiro de 1878 e bispo-titular de Harã em 28 de março do mesmo ano. Sua ordenação episcopal ocorreu em Viena, em 28 de abril de 1878, pelo arcebispo metropolitano, o cardeal Johann Rudolf Kutschker. Em 23 de junho de 1890, foi confirmado como arcebispo de Viena.
No consistório de 1 de junho de 1891, Anton Gruscha foi criado cardeal de Santa Maria dos Anjos pelo Papa Leão XIII. Nesse período, o imperador Francisco José I concedeu-lhe a grã-cruz da Ordem de Leopoldo (ordem da qual também foi prelado).
Como membro do Conselho Imperial, Gruscha sempre votou contra o liberalismo e, principalmente, contra o estado confessional. Membro do Colégio Cardinalício, ele participou do conclave de 1903, que elegeu o Papa Pio X.
Anton Gruscha morreu em Kirchberg am Wechsel, em 15 de agosto de 1911, aos 90 anos de idade. Seu corpo foi sepultado na Catedral de Santo Estêvão.